# 伊卡洛斯 (期刊)
《伊卡洛斯》（Icarus，ISSN 0019-1035）是一個重要的行星科學期刊；由美國天文學會行星科學部（Division for Planetary Sciences, DPS）贊助，愛思唯爾旗下的Academic Press出版。該期刊主要的論文是關於太陽系和太陽系外行星相關的天文學、地質學、氣象學、物理學、化學、生物學等相關學科的研究。

## 沿革
伊卡洛斯在1962年創刊，1974年成為美國天文學會行星科學部所屬。伊卡洛斯最有名的總編輯是卡爾·薩根（1968年至1979年），之後由約瑟夫·伯恩斯（1980年至1997年）擔任，現任總編輯是菲利普·尼科爾森（1998年至今）。
該期刊的名字來自希臘神話的人物伊卡洛斯。

## 外部連結
- Icarus homepage at Elsevier（页面存档备份，存于）, gateway for content including current and back issues.
- Icarus homepage at Cornell, provides facilities for electronic submission of manuscripts and reviews.